# OPS-20雷達
OPS-20是日本无线公司制造的二维雷达。它符合海上遇险和安全相关的世界性制度（GMDSS），并被日本海上自卫队的护卫舰作为航海雷达装备。
此外，日向型和秋月型采用的C型已被开发为反水面搜索雷达，由主天线和副天线两个天线组成。此外，所使用的雷达波从脉冲波更改为未调制的连续波（CW），以降低可检测性。

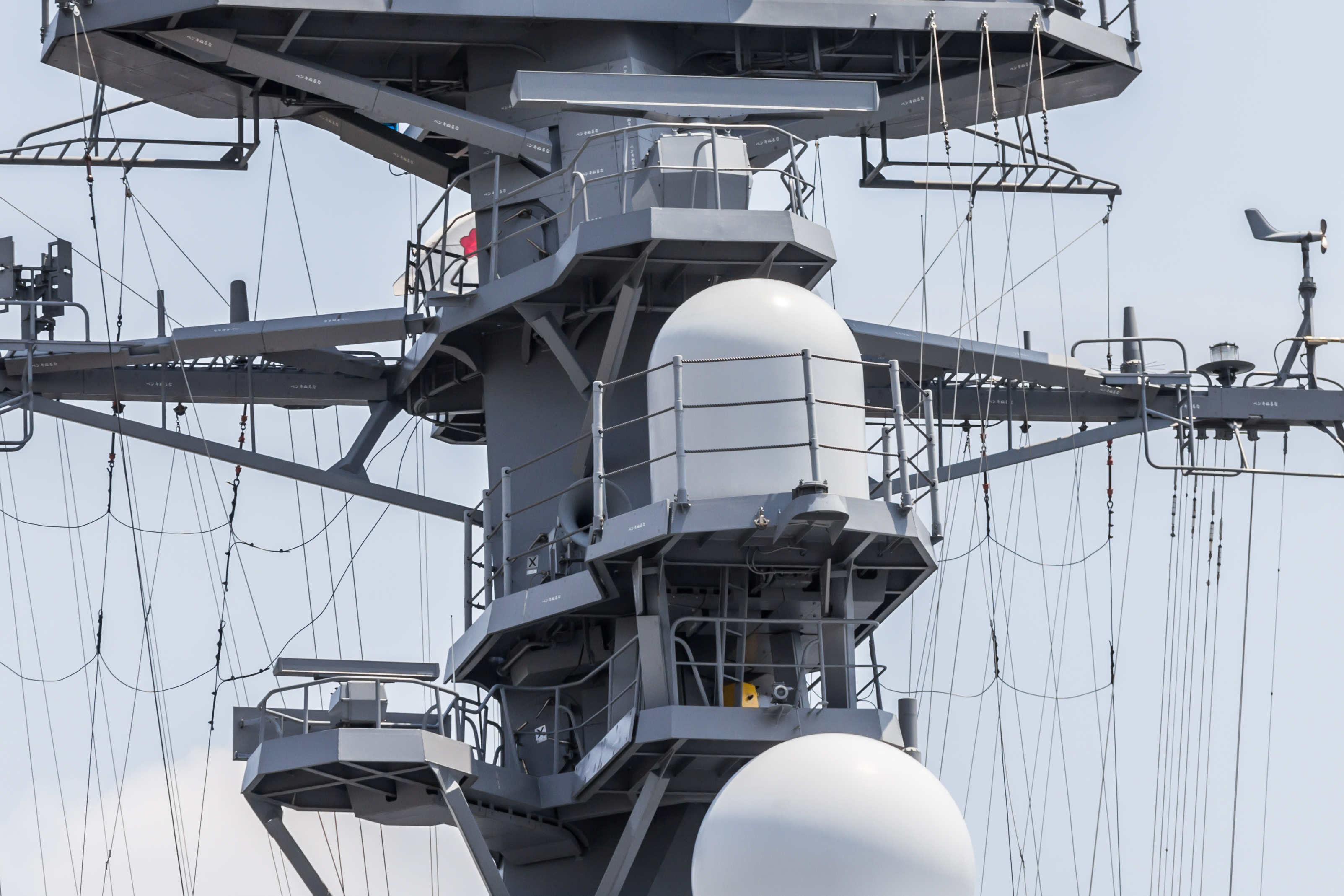
秋月配备OPS-20C雷达
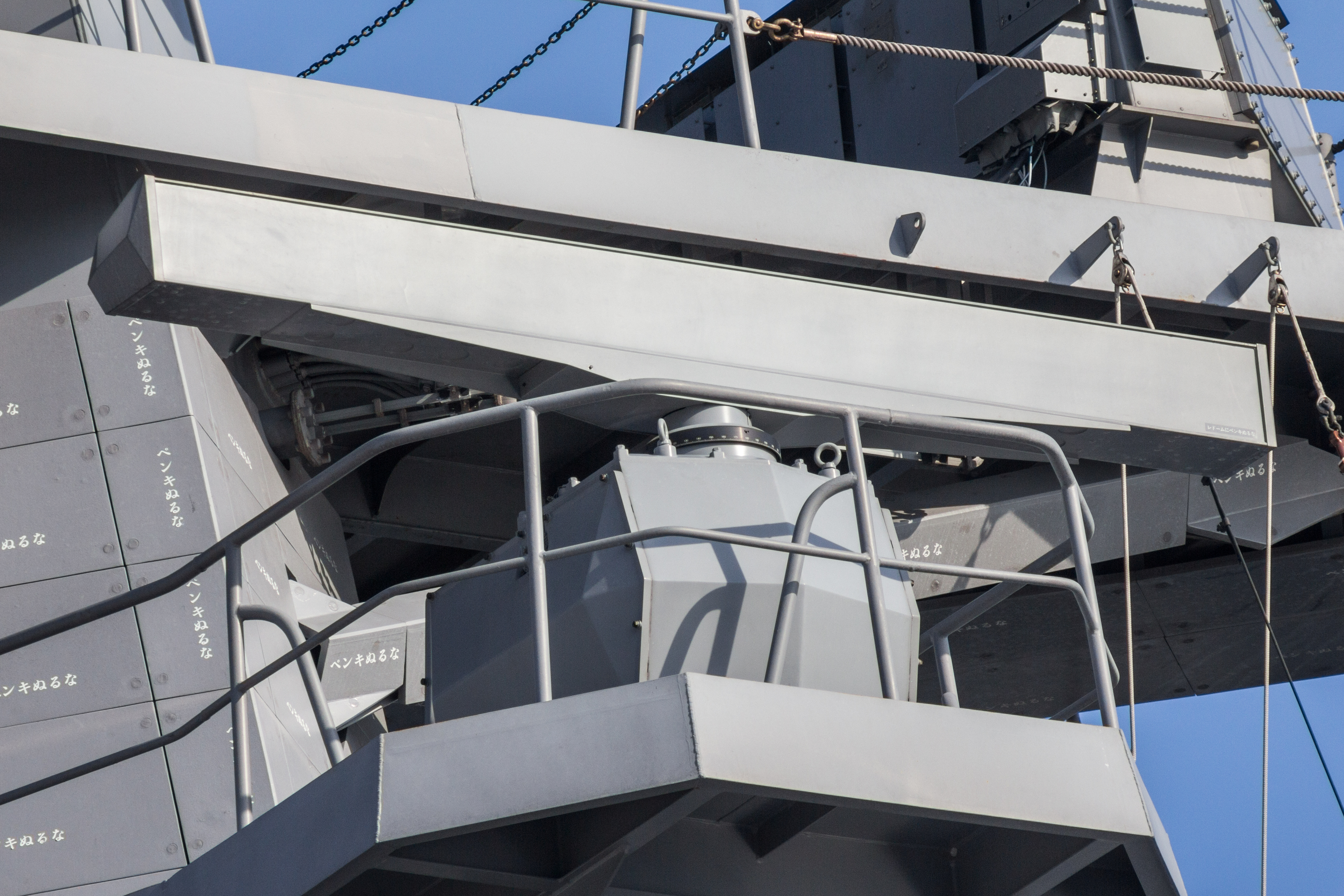
OPS-20C（主）
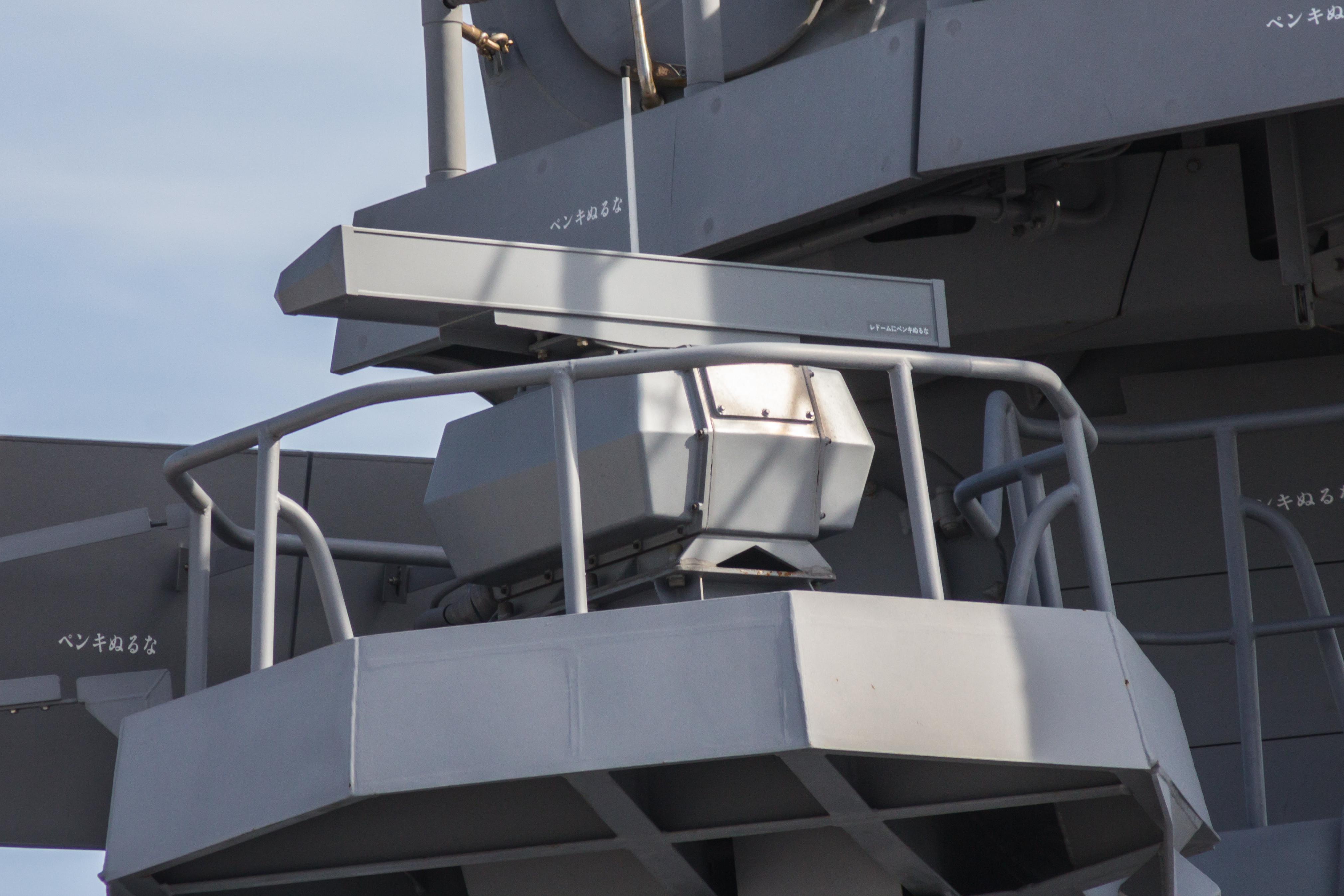
OPS-20C（副）

## 船上
- 护航船
  - 朝雾级驱逐舰（58-61DD）
  - 阿武隈级驱逐舰“千隈”、“音”（02DE）
  - 刚果级驱逐舰（63-06DDG）
  - 村雨级驱逐舰（03-09DD）
  - 高波级驱逐舰（10-13DD）
  - 爱宕级驱逐舰（14/15DDG）
  - 日向级驱逐舰（16/18DDH）
  - 秋月级驱逐舰（19-21DD）
  - 出云级驱逐舰(22/24DDH)
- 其他护卫舰
  - 大隅级运输舰（05-11LST）
  - 浦贺级扫雷母舰(06/08MST)
  - 隼鸟级导弹艇（11-13PG）
- 辅助船
  - 训练舰“鹿岛号”（04TV）
  - 潜艇救援船“千早”号（08ASR）
  - 十和田级补给舰（59/62AOE）
  - 玛周级补给舰（12/13AOE）
  - 海洋观测船“日南”号（08AGS）
  - 训练支援舰“天龙”号（09ATS）